# Region Ludów Gambeli
Region Ludów Gambeli (amh. ጋምቤላ ሕዝቦች ክልል) – jeden z regionów administracyjnych w zachodniej Etiopii, z siedzibą władz w mieście Gambela. Graniczy z Sudanem Południowym na zachodzie, południu i północy oraz z regionem SNNPR na południu i wschodzie, a z regionem Oromia na północy i na wschodzie.
Region liczy ponad 400 tys. mieszkańców (2013 r.) i zajmuje powierzchnię 29 783 km². Według spisu z 2007 roku, 25,2% ludności mieszka w miastach, co jest wartością wyższą niż średnia krajowa. Na dzień 31 lipca 2020 r. w regionie przebywało 321 tys. uchodźców z Sudanu Południowego.
- Skład etniczny: Nuerowie 46,6%, Anuakowie 21,2%, Amharowie 8,4%, Keffa 5,0%, Oromowie 4,8%[2].
- Język urzędowy: amharski.
- Religie: protestanci 70%, prawosławni chrześcijanie 17%, muzułmanie 5%, religie plemienne 4%, katolicy 3%[2].

Głównym zajęciem ludności jest pasterstwo. Uprawia się tutaj także: sorgo, fasolę, sezam, mango i banany.
Większość regionu ma równinny krajobraz, przeważa gorący i wilgotny klimat. Średnia roczna opadów zarejestrowana w Gambeli wynosi: 615,9 mm, podczas gdy temperatura sięga od 21 do 35,9 °C. Przez Gambelę przepływa jedyna żeglowna rzeka w Etiopii, jest to Baro, która umożliwia połączenie z Sudanem.
Przypuszcza się, że znajdują się tu złoża ropy naftowej, na poszukiwanie której rząd Etiopii podpisał kontrakt z jedną z firm wydobywczych.

## Podział administracyjny

Mapa regionów i stref Etiopii.

Region Ludów Gambeli podzielony jest na 3 strefy i wydzielono z niego 1 woredę specjalną. W sumie obejmuje 13 wored.
Strefy
- Strefa Anuak
- Strefa Nuer
- Strefa Mezhenger

Woredy specjalne
- Itang